# Gobrias II.
Za ostale povijesne ličnosti pod imenom „Gobrias“ vidi: Gobrias (razdvojba)
Gobrias II. (perz. Gaubaruva; „onaj koji jede govedinu“, akad. Gubaru, elam. Kambarma, grč. Gobryes, lat. Gobryas) je bio perzijski plemić i satrap Babilonije u službi Ahemenidskog Perzijskog Carstva. Gobrias je imao sina po imenu Nabugu.
Na mjesto satrapa 535. pr. Kr. postavio ga je perzijski vladar Kir Veliki, zamijenivši pritom njegova prethodnika Nabu-ahhe-bullita (najvjerojatnije Babilonac). Gobrias se kao Gubaru spominje u nekoliko glinenih zapisa na klinastom pismu pronađenim u Mezopotamiji, koji govore kako je posredovao u sukobu između hrama Eanna i grada Uruka. Jedan od njegovih suradnika bio je ahemenidski princ Farnak I. koji se spominje u zapisima iz 528. pr. Kr., tijekom vladavine Kirovog nasljednika Kambiza I.
Satrap Gobrias je u starom vijeku najviše ostao upamćen po kanalima koje je dao iskopati ili obnoviti, o čemu također svjedoče pločice na klinastom pismu. Više od šest stoljeća kasnije, rimski autor Plinije Stariji pisao je o upravitelju Gobaru (Gobriasu) koji je dao iskopati kanale da zaštiti Babiloniju od poplava koje je izazivala rijeka Eufrat.
Danas se ne može sa sigurnošću ustvrditi je li Gobrias bio živ 522. pr. Kr., kada je uzurpator Gaumata zaposjeo na perzijsko prijestolje. Kambiz II. je iste godine umro, dok je Darije Veliki zbacio Gaumatu s trona nakon čega je u Babiloniji izbila pobuna, u kojoj je Gobrias možda ubijen. Pretpostavlja se kako je Gobriasa na mjestu babilonijskog satrapa naslijedio Uštanu.

## Poveznice
- Kir Veliki
- Farnak I.
- Uštanu

| Prethodnik:                            | Satrap Babilonije (535. - cca 520. pr. Kr.) | Nasljednik:               |
| Nabu-ahhe-bullit (538. - 535. pr. Kr.) | Satrap Babilonije (535. - cca 520. pr. Kr.) | Uštanu (520. pr. Kr. - ?) |

## Vanjske poveznice
- Gobrias 3. (Livius.org, Jona Lendering)  Arhivirana inačica izvorne stranice od 17. ožujka 2009. (Wayback Machine)
- [neaktivna poveznica]